# Ànec amb aparell digestiu
L'Ànec amb aparell digestiu ("Canard digérateur" originalment) va ser un autòmat creat el 1738 per l'enginyer francès Jacques Vaucanson i actualment es considera la primera mascota robòtica de la història. L'ànec realitzava tot el procés metabòlic des que ingeria menjar fins que defecava, i va esdevenir l'autòmat més reeixit de Vaucanson.

## Descripció
L'ànec estava fabricat a mida real, en coure recobert d'or i comptava amb més de 400 peces mòbils, així com presentava un sistema digestiu artificial que permetia ingerir grans, digerir-los i excretar-los posteriorment. Aquest procés de metabolisme va ser aconseguit gràcies a un complicat sistema de músculs artificials, conductes digestius i components químics que digerien el gra.

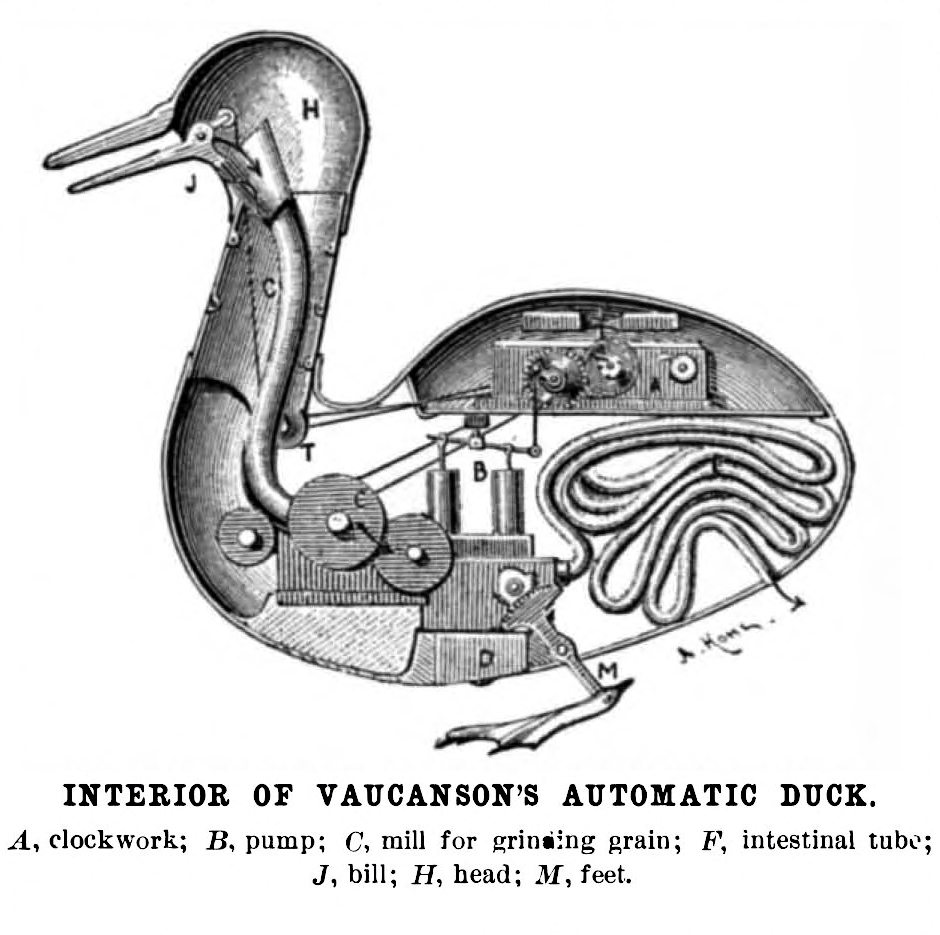
Representació de l'aparell digestiu de l'Ànec de Vaucanson.

D'altra banda, l'autòmat també podia caminar, moure el coll cap a la dreta i cap a l'esquerra, netejar-se les ales i jugar amb l'aigua.
El seu mecanisme a la vista permetia al públic delectar-se amb el procés digestiu. Vaucanson (que fins i tot havia dotat l'animal amb un tub de goma per on viatjava l'aliment) explicava que a l'interior hi havia “un petit laboratori químic” que recreava la descomposició del menjar amb sucs gàstrics artificials, però el cert és que el miracle no era veritable: un compartiment secret contenia una farineta verda que simulava l'aliment digerit i el menjar es dipositava en un altre dipòsit, cosa que no es va saber fins molt després.
El grau de versemblança a un ànec de veritat l'aconseguí gràcies a l'especialitzada tècnica de programació de moviments, protagonitzada per pinyons col·locats damunt d'un cilindre gravat que controlava els escuradents que travessaven les cames de l'ànec. Aquest mecanisme es trobava situat al pedestal per tal que tothom pogués admirar la complexitat del treball.

## Història i procés de creació
L'Ànec amb aparell digestiu va ser el tercer i més reeixit autòmat dissenyat i fabricat per Jacques Vaucanson. Després de crear el Joueur de Flûte ("El Flautista") i Joueur de Tambourin ("El Timbaler"), l'enginyer va aconseguir molta fama i prestigi, i també els fons necessaris per a portar les seves invencions a un nou nivell. És d'aquesta manera com va arribar al Canard digérateur ("Ànec amb aparell digestiu").
L'autòmat es va exhibir per primera vegada el 1744 al Palais-Royal ("Palau Reial" de París) i no només va obtenir un èxit immediat sinó que també va donar lloc a molta polèmica a causa de l'excrement resultant del procés digestiu. Alguns comentaristes creien que la substància verda que s'expulsava del cos de l'animal no s'havia elaborat a partir del menjar ingerit, sinó que era un producte preparat amb antelació. No obstant això, el laboriós treball que s'amagava darrere l'autòmat era indubtable, i fins i tot els crítics confirmaren un «realisme gairebé naturalista».
Tot i això, cansat de dedicar-se a l'entreteniment i veient que a França va tenir molt èxit, Vaucanson va decidir vendre l'autòmat a empresaris per tal de fer-lo conèixer internacionalment. L'ànec va recórrer Anglaterra, Alemanya i fins i tot Sant Petersburg, deixant sorpresos a tots qui tenien l'oportunitat de veure'l. Segons testimonis posteriors al període en el qual va ser exhibit arreu del món, l'autòmat va començar a degradar-se lentament a causa d'errònies tasques de reparació.
El 1840 va ser comprat per George Tiets, el mecànic, però es cremà el 1879 durant un incendi al museu de Nijni Nóvgorod. A partir d'aleshores, només se n'han conservat algunes fotografies del segle xix i una reconstrucció que s'exhibeix al museu dels autòmats de Grenoble.
Posteriorment, Vaucanson va decidir aplicar el seu talent a altres projectes més útils. Va dissenyar i construir una màquina per filar seda, i es va convertir en un important predecessor dels telers automàtics moderns.